# Шиморское
Ши́морское — посёлок городского типа в городском округе город Выкса Нижегородской области России. Административный центр рабочего посёлка Шиморское.

## География

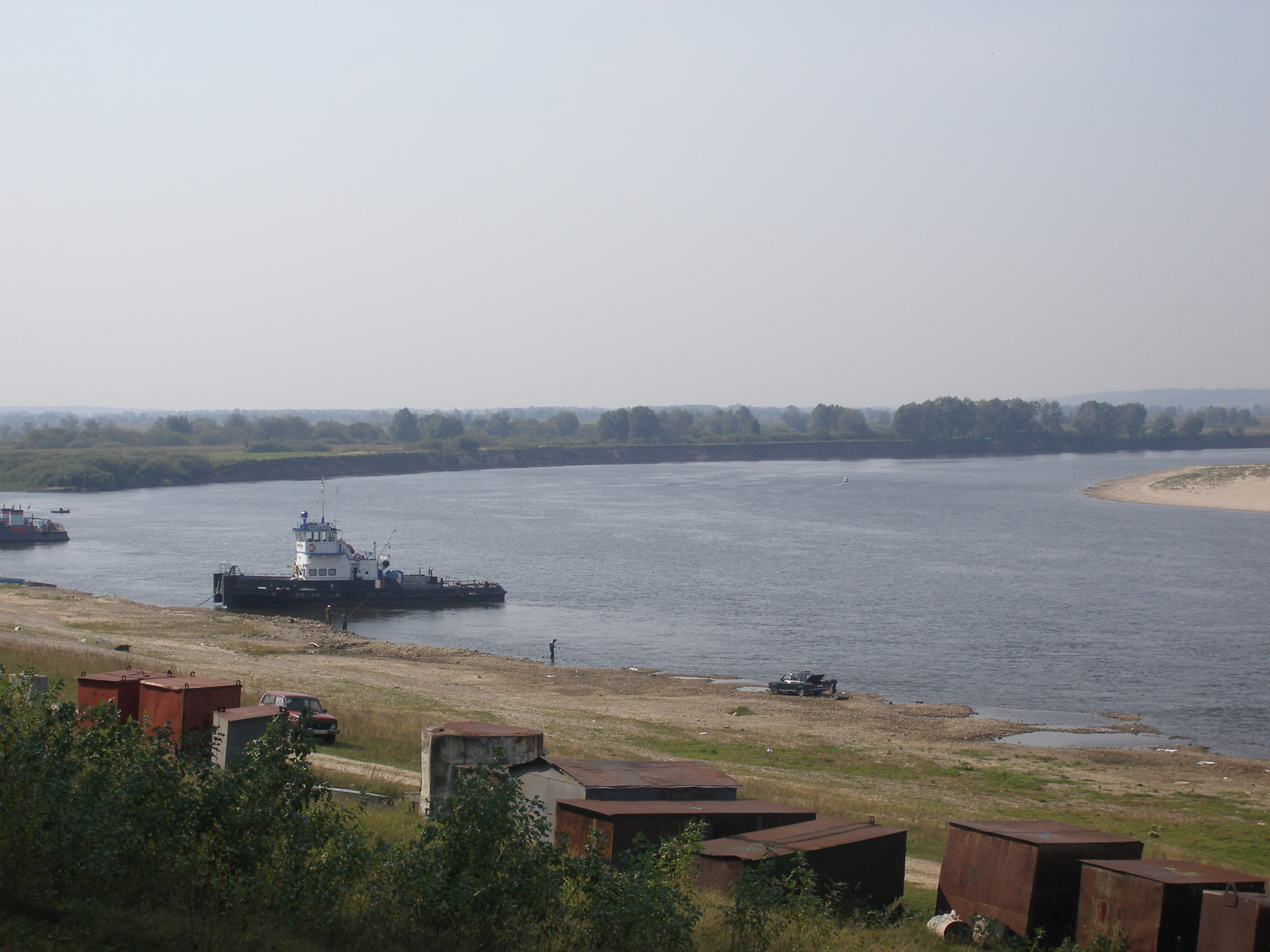
Шиморское, вид на реку

Посёлок расположен в 36 км к юго-западу от железнодорожной станции Навашино (на линии Муром — Арзамас), в 6 км к западу от города Выксы. Пристань на правом берегу Оки (в настоящее время не функционирует).

## История
В окладных книгах 1676 года Шиморское значится деревней в приходе села Ляхи, в то время здесь было 13 дворов крестьянских и 4 бобыльских. Церковь в Шиморском в первый раз построена в начале XVIII столетия и внесена в окладные книги рязанского епископа в 1719 году. Новопостроенная деревянная церковь была освящена в честь Успения Пресвятой Богородицы. В 1776 году она была разобрана и передана в село Панфилово Муромского уезда, так как бывшие там церкви сгорели. Тем временем в Шиморском был построен новый деревянный храм. В 1778 году на средства известного заводчика Баташева, которому тогда принадлежало Шиморское, началось строительство каменного храма, а деревянная церковь была передана в село Домнино Меленковского уезда. Постройка храма было окончена в 1809 году. Престолов в храме первоначально было два: главный в честь Успения Пресвятой Богородицы, в трапезе во имя святых апостолов Петра и Павла. В 1840 году в трапезе устроена был придел в честь Покрова Пресвятой Богородицы. В селе имелась земская народная школа, учащихся в 1896 году было 106.
До революции центр Шиморской волости Меленковского уезда Владимирской губернии, с 1921 года — в составе Выксунского уезда Нижегородской губернии. В 1859 году в селе числилось 152 дворов, в 1905 году — 397 дворов.
С 1929 года село являлась центром Шиморского сельсовета Выксунского района Горьковского края, с 1936 года — в составе Горьковской области.
В 1937 году настоятель иерей Владимир был репрессирован, колокола церкви были сброшены с колокольни, иконостас и иконы подверглись поруганию.
20 марта 1945 года село Шиморское и посёлок при судоремонтном заводе преобразованы в рабочий посёлок Шиморское.
Возрождение храма началось с 1995 года. 1 февраля 2007 года на колокольню был установлен комплект колоколов средней звонницы — семь колоколов общим весом 700 кг.
В 2011 году, в годовщину лесных пожаров у Оки в память о погибших был установлен поклонный крест.
В 2011 году рабочий посёлок Шиморское вошёл в состав городского округа город Выкса.

## Население
| 1859  | 1897  | 1905  | 1959  | 1970  | 1979  | 1989  | 1999  | 2002  |
| ----- | ----- | ----- | ----- | ----- | ----- | ----- | ----- | ----- |
| 1202  | ↗1723 | ↗2217 | ↗9642 | ↘5526 | ↘4817 | ↘4266 | ↘4100 | ↘3791 |
| 2008  | 2009  | 2010  | 2011  | 2012  | 2013  | 2014  | 2015  | 2016  |
| ↗3833 | ↗3907 | ↘3887 | ↗3922 | ↗4025 | ↗4051 | ↗4266 | ↘4264 | ↘4222 |
| 2017  | 2018  | 2019  | 2020  | 2021  |       |       |       |       |
| ↘4185 | ↘4147 | ↘4089 | ↗4116 | ↘3876 |       |       |       |       |

## Экономика
Промышленность посёлка представлена следующими предприятиями:
- Шиморский судоремонтный завод — Не работает!Слип разобран его оборудование сдано в чермет,цеховое оборудование тоже демонтировано и распродано;оставшиеся здания  в плачевном состоянии.
- Асфальтовый завод (в данный момент не действует, разрушен).

## Достопримечательности
- Церковь Успения Пресвятой Богородицы (1778—1809). Каменный храм корабельного типа в стиле классицизма.[30][31]
- Обнажения верхнекаменноугольных доломитов, юрских глин и песков с окаменелостями на берегу Оки[32].

## Люди, связанные с Шиморским
- Ключарёв Николай Петрович — краевед, журналист (родился в 1910 году в Шиморском)[33].
- Кузин, Илья Николаевич — Герой Советского Союза, похоронен в Шиморском.

## Памятники
- Памятник Виктору Астахову. Открыт в июле 2013 года[34]